# Edith Kelber
Edith Kelber, geb. Heider (* 22. August 1904 in Geisweid; † 8. Dezember 1992 in Seelbach) war eine deutsche Medizinerin und Politikerin (BCSV, CDU).

## Leben
Edith Kelber war die ältere Tochter des Mittelschullehrers Karl Heider. Sie besuchte von 1911 bis 1918 die Mittelschule und das Lyzeum in Elberfeld und von 1918 bis 1924 die Studienanstalt in Unterbarmen. Im Anschluss an ihre schulische Laufbahn studierte sie Medizin an den Universitäten in Erlangen, Würzburg, Marburg und Berlin. 1931 bestand sie das Medizinische Staatsexamen und 1933 promovierte sie an der Universität Erlangen. Von 1932 bis 1937 arbeitete sie als Ärztin in einem Kinderheim in Malsch, danach war sie als Praktische Ärztin in Seelbach im Schwarzwald tätig. Sie hatte zwei Kinder: Eva Johanna Carlotta Kelber und Johannes Wolfgang Kelber.
Nach dem Zweiten Weltkrieg trat Kelber in die BCSV ein, aus der später der badische Landesverband der CDU hervorging. Von 1946 bis 1947 war sie Mitglied der Beratenden Landesversammlung des Landes Baden. Edith Kelber wurde später Mitglied der Ärzte gegen den Atomkrieg. Bei den großen Friedensdemonstrationen der 80er Jahre und der Besetzung in Mutlangen hat sie noch in hohem Alter mitgemacht. Sie war eine der wenigen Personen, die bedauerte, gegen die Nazi-Barbarei nicht mehr getan zu haben. Eine große Freude in ihren letzten Lebensjahren war für sie die Gründung eines anthroposophischen Kindergartens in Seelbach.

## Schriften
- Über „Pseudosyphilis“ des weiblichen Genitale auf diphtherischer Grundlage, Bochum 1934 (Diss.)